# Running with the Devil
Running with the Devil ist ein US-amerikanischer Kriminalthriller, der am 20. September 2019 seine Premiere feierte.

## Handlung
Da es durch die Streckung einer Kokainlieferung mit Heroin und Fentanyl zur Kompromittierung des Vorsitzenden eines südamerikanischen Drogenkartells kommt, schickt „The Boss“ zur Prüfung der Lieferkette des Unternehmens seine vertrauenswürdigsten Handlanger, „The Cook“ und seinen Partner, einen anderen Meister des Drogenhandels – bekannt als „The Man“ – auf eine gefährliche Reise. Während die Drogen ihren gefährlichen Weg über internationale Grenzen, vorbei an Gangstern, Raffinerien und Kurieren machen, werden sie auch von US-Bundesagenten verfolgt. In der letzten Szene wird „The Cook“ – in Lynchjustiz – von der leitenden DEA-Ermittlerin in seiner Restaurantküche mit mehreren Kugeln getötet.

## Produktion
Die Filmaufnahmen begannen in Albuquerque im US-Bundesstaat New Mexico am 13. März 2018, gingen am 2. April nach Bogotá in Kolumbien und endeten am 18. April 2018.
In den Hauptrollen sind Nicolas Cage, Laurence Fishburne und Leslie Bibb zu sehen.

## Kritik
„Der Film verfolgt den Weg der Drogen, von der Ernte in Kolumbien bis in die Clubs in die USA, und zieht daraus seinen größten Reiz. Figuren und Dialoge bleiben hingegen oberflächlich. Interessanter sind die teils bitteren Erkenntnisse über das Drogengeschäft, die der Film deutlich darlegt.“